# Roselin cramoisi
Carpodacus erythrinus
Espèce
Synonymes
- Loxia erythrina Pallas, 1770 (protonyme)
- Erythrospiza erythrina

Répartition géographique
Statut de conservation UICN

 LC  : Préoccupation mineure
Le Roselin cramoisi (Carpodacus erythrinus) est une espèce d'oiseaux de la famille des Fringillidae.

## Historique et dénomination
L'espèce Carpodacus erythrinus a été décrite par le naturaliste allemand Peter Simon Pallas en 1770, sous le nom initial de Loxia erythrina.

## Taxinomie
Sous-espèces
Elles sont difficilement distinguables, seule roseatus se différencie par des caractères plus tranchés. Le mâle présente une coloration rouge plus riche et par le dos à plumes brun-rouge bordées de brun clair, dessinant des écailles. La femelle montre un plumage général plus foncé et plus strié.
- Carpodacus erythrinus erythrinus (Pallas, 1770) : Europe (Pays-Bas : irrégulier, Allemagne, nord de l’Autriche et de la Hongrie, Pologne, Tchécoslovaquie vers l’Ukraine. Nord de l’Europe, sud de la Scandinavie, ex-URSS, ouest de la Sibérie jusqu’aux environs du lac Baïkal où il y a intergradation avec grebnitskii.
- Carpodacus erythrinus grebnitskii Stejneger, 1885 : région située à l’est du lac Baïkal jusqu’au Kamtchatka, nord de Sakhaline, Mandchourie et nord-est de la Chine.
- Carpodacus erythrinus ferghanensis (Koslowa, 1939) : extrême nord de l’Iran, nord de l’Afghanistan et du Pakistan, Cachemire, Kirghizie, Kazakhstan, Tien-Chan, Ferghana, Dzoungarie, Tarbagataï, centre et ouest de la Chine.
- Carpodacus erythrinus kubanensis Laubmann, 1915 : Caucase, nord-est de la Turquie et côte ouest de la mer Caspienne.
- Carpodacus erythrinus roseatus (Blyth, 1842) : nord du Pakistan, nord-ouest de l’Inde (Cachemire), Himalaya, nord du Népal et du Bhoutan, nord-est de l’Inde (Arunachal Pradesh), sud-est du Tibet et Chine (Yunnan, Seutchouan, Kansou, Chensi, Kouétchéou et ouest du Houpéi).

## Description
Cet oiseau mesure environ 15 cm.
Le mâle mature présente une tête et un poitrail rose carminé brillant, couleur que l'on retrouve au niveau du croupion. Les ailes sont brun sombre avec deux barres estompées, et un ventre blanc. Les femelles et jeunes mâles immatures sont beaucoup plus ternes avec une teinte tirant sur le brun-jaune, plus brillante au niveau du croupion et une tête tirant sur le gris.

## Répartition, habitat
Le Roselin cramoisi se rencontre en Europe où il a immigré à partir de l'Asie. Il se trouve également de la Suède et la Sibérie jusqu'au Détroit de Béring, le Caucase, le nord de l'Iran et l'Afghanistan, le Pakistan et la partie ouest de l'Himalaya, le Tibet et la Chine, le Japon entre les latitudes 25° et 68°. En hiver, il se rencontre également du sud de l'Iran jusqu'au sud-est de la Chine, l'Inde, la Birmanie et les pays du sud-est asiatique (ex-Indochine).
En été, il affectionne les broussailles, les régions boisées et les forêts proches des rivières et en hiver les jardins, les vergers, les terrains inondés mais parfois aussi les bois de chênes.

## Comportement
Les roselins cramoisis vivent souvent en solitaire, en couples ou en petits groupes, parfois ils sont en compagnie d'autres passereaux comme les moineaux ou les bruants, que ce soit à terre ou dans les buissons. Ils possèdent un vol onduleux caractéristique et ils sautillent quand ils sont sur le sol.

## Reproduction

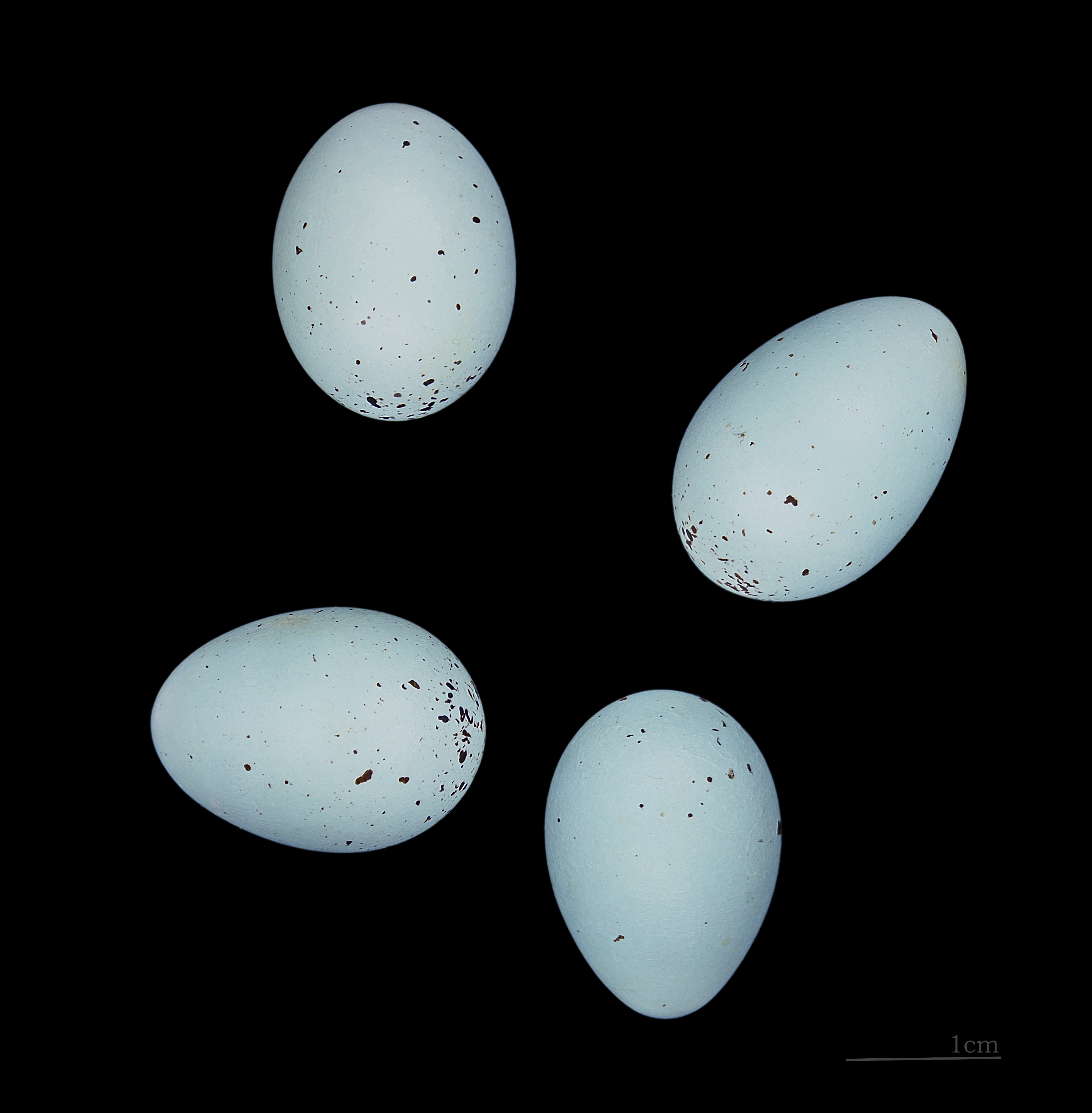
Œufs de Roseline cramoisi - Muséum de Toulouse

Le nid est construit assez bas dans un buisson. La ponte comporte cinq œufs de couleur bleu maculés de taches brun foncé.

## Chant
Assez peu farouche, le mâle chante souvent sans se cacher. Le chant du roselin cramoisi est un sifflement mélodieux. De plus, comme il est calme et discret, il passe assez facilement inaperçu.

## Colonisation
D’origine sibérienne, il tend à se répandre vers l’ouest depuis les années 1900 bien que sa distribution et ses effectifs soient sujets à fluctuations. La première capture en Grande-Bretagne date déjà de 1869 et les observations se sont faites de plus en plus courantes par la suite. La première observation en Belgique (province de Liège) date de 1927. Depuis 1938, il niche occasionnellement en Suède, s’établit en 1960 dans le nord-est de l’Europe, notamment en Pologne, en Allemagne orientale, en Finlande et s’implante en Suède méridionale. Sa présence a été signalée en Champagne dans les années 1960 et en Suisse dans les années 1970. Mais il niche pour la première fois en Suisse en 1983 et en Écosse en 1982. Plusieurs couples ont niché de façon certaine en Angleterre et aux Pays-Bas en 1992. Sa présence a été dûment confirmée aux Pays-Bas en 1996. Les premières nidifications enregistrées dans le nord-est de la France et en Belgique datent de 1991-92. Néanmoins, la colonisation qui semblait s’amorcer en Europe de l’Ouest a échoué. En France, il y a eu jusqu’à 37 mâles en 1994, mais seulement 9 en 1999 et l’espèce a pratiquement disparu au milieu des années 2000.
Tout récemment, Michel Ottaviani a observé et photographié un mâle chanteur sur une rive du lac de Madine en Meuse (voir l'article sur Ornithomédia en bibliographie).